# ジェド・ウィードン
ジェド・タッカー・ウィードン（Jed Tucker Whedon, 1975年7月18日 - ）は、アメリカ合衆国出身の脚本家、音楽家である。父のトム、弟のザック、兄のジョス、祖父のジョンも同じく脚本家である。また2009年には脚本家のモーリサ・タンチャローエンと結婚した。

## キャリア
2005年から2008年まではバンド「ザ・サウスランド」で活動していた。
2008年のミュージカル『Dr. Horrible's Sing-Along Blog』では兄弟のジョスとザック、当時婚約中であったモーリサと共同で脚本を務め、同作はエミー賞を獲得した。
2009年にフェリシア・デイと共に彼女の楽曲「(Do You Wanna Date My) Avatar」を手がける。また同曲のミュージックビデオも監督した。
2009年から2010年まではジョスが手がけたフォックスのテレビシリーズ『ドールハウス』で妻と共にスタッフライターを務めた。また2010年には元ミュータント・エネミー所属の脚本家のスティーヴン・S・デナイト企画の『スパルタカス』に参加した。また『私はラブ・リーガル』の脚本も書いた。
2012年の兄ジョス監督・脚本の映画『アベンジャーズ』に妻のモーリサと共に参加した。2014年よりABCの『エージェント・オブ・シールド』で脚本・製作総指揮を務めている。

## 受賞
『Dr. Horrible's Sing-Along Blog』によりストリーミー賞で2部門で受賞を果たした。